# Góry Czatkalskie
Góry Czatkalskie (kirg.: Чаткал кырка тоосу, Czatkał kyrka toosu; uzb.: Chotqol tizmasi; ros.: Чаткальский хребет, Czatkalskij chriebiet) – pasmo górskie w zachodniej części Tienszanu, w Kirgistanie i Uzbekistanie. Rozciąga się na długości ok. 225 km, ograniczając od północnego zachodu Kotlinę Fergańską. Najwyższy szczyt ma wysokość 4503 m n.p.m. Pasmo charakteryzuje się występowaniem dolin, w których płyną dopływy Syr-darii. Zbudowane jest głównie z łupków, mułowców, wapieni, krystalicznych gnejsów proterozoicznych. Osiowa część grzbietu ma charakter skalisty i tworzą ją przede wszystkim wapienie oraz dolnokarbońskie i górnodewońskie zlepieńce.